# Chrysochroa rajah
A Chrysochroa rajah a rovarok (Insecta) osztályának bogarak (Coleoptera) rendjébe, ezen belül a mindenevő bogarak (Polyphaga) alrendjébe és a díszbogárfélék (Buprestidae) családjába tartozó faj.

## Előfordulása
A Chrysochroa rajah előfordulási területe India, Kína, Thaiföld és Laosz.

## Alfajai
- Chrysochroa rajah assamensis Guérin-Méneville, 1847 - Kína
- Chrysochroa rajah nilgiriensis Kurosawa, 1978 - India
- Chrysochroa rajah rajah Gory, 1840
- Chrysochroa rajah thailandica Kurosawa, 1978 - Thaiföld, Laosz
- Chrysochroa rajah unnoi Kurosawa, 1978

## Képek

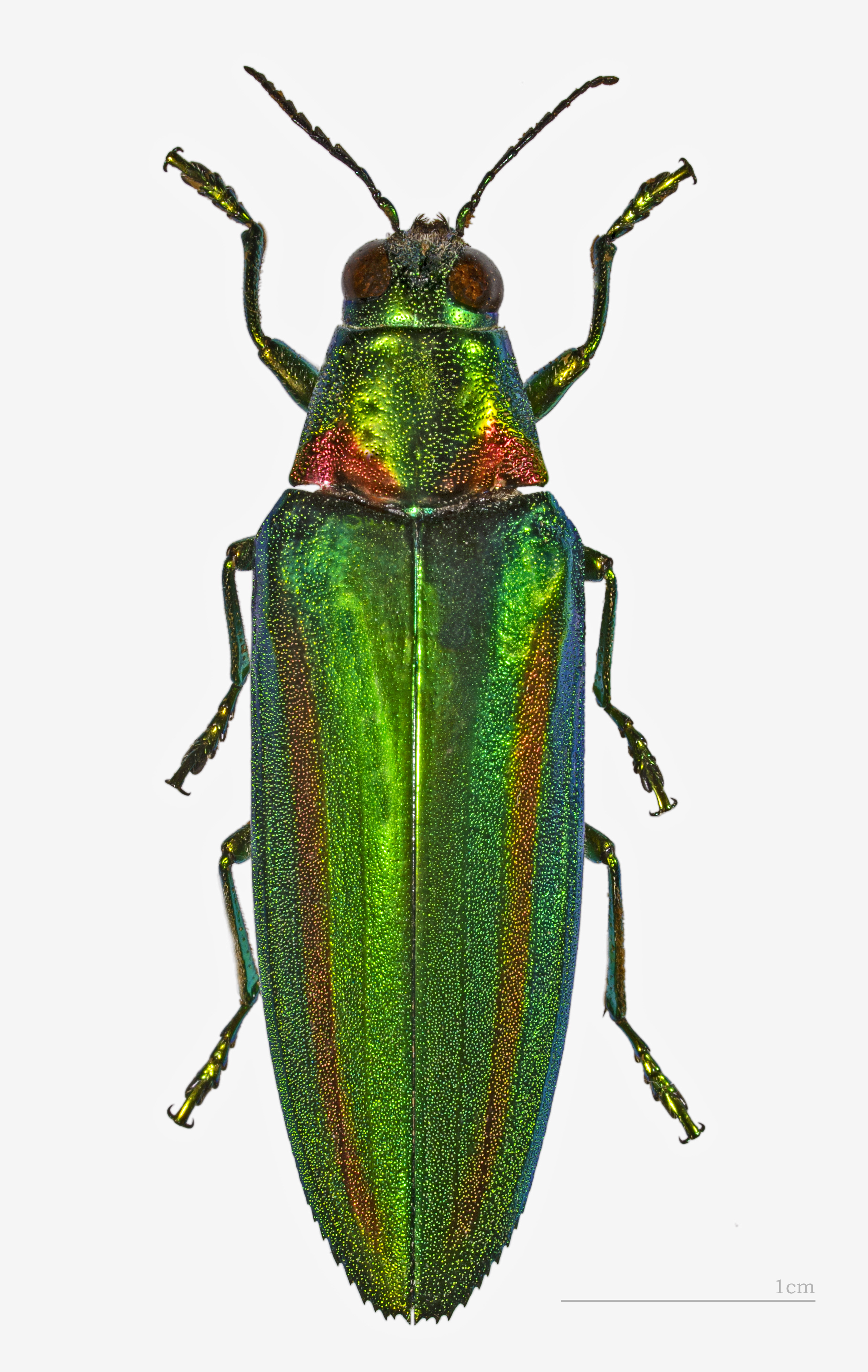
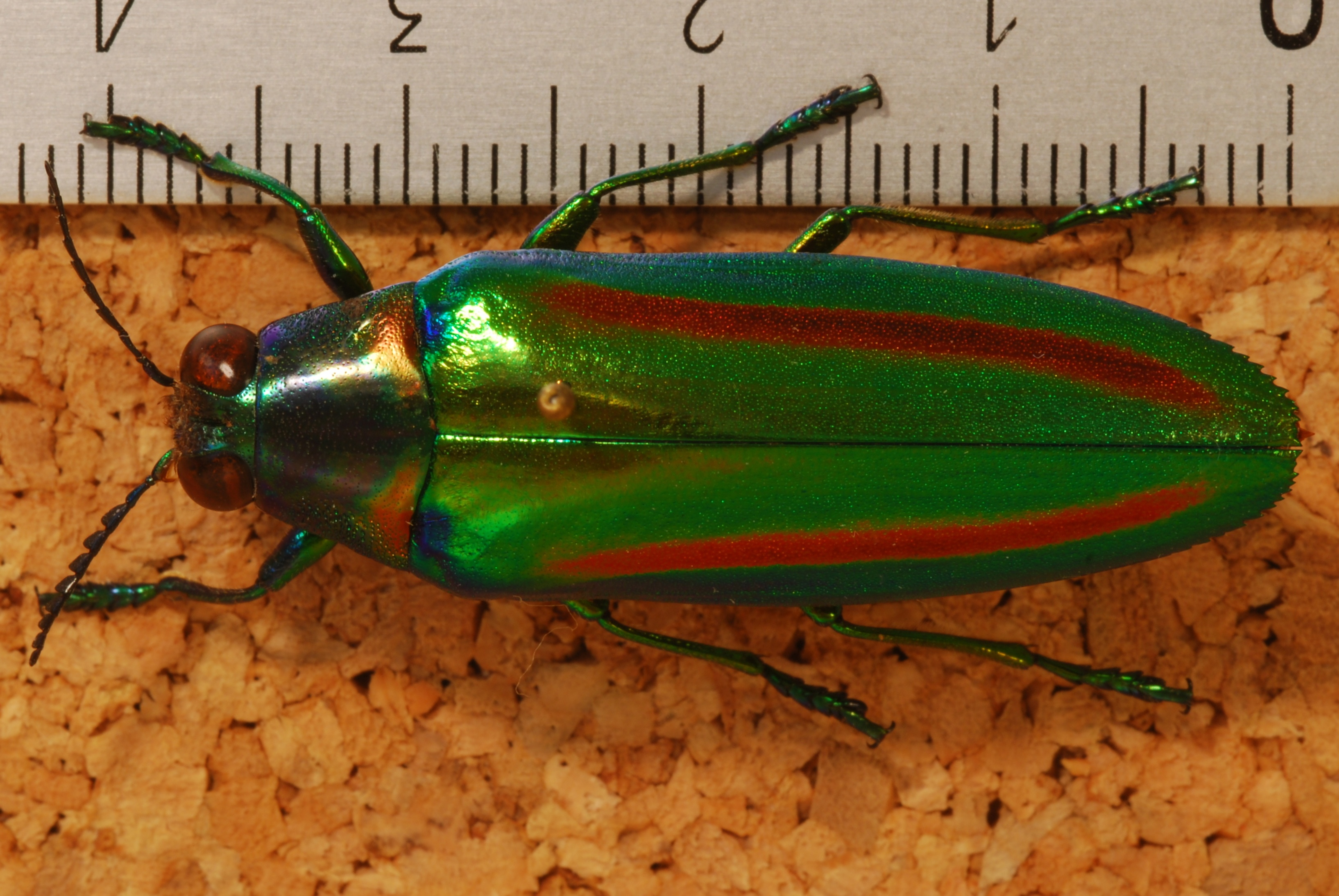
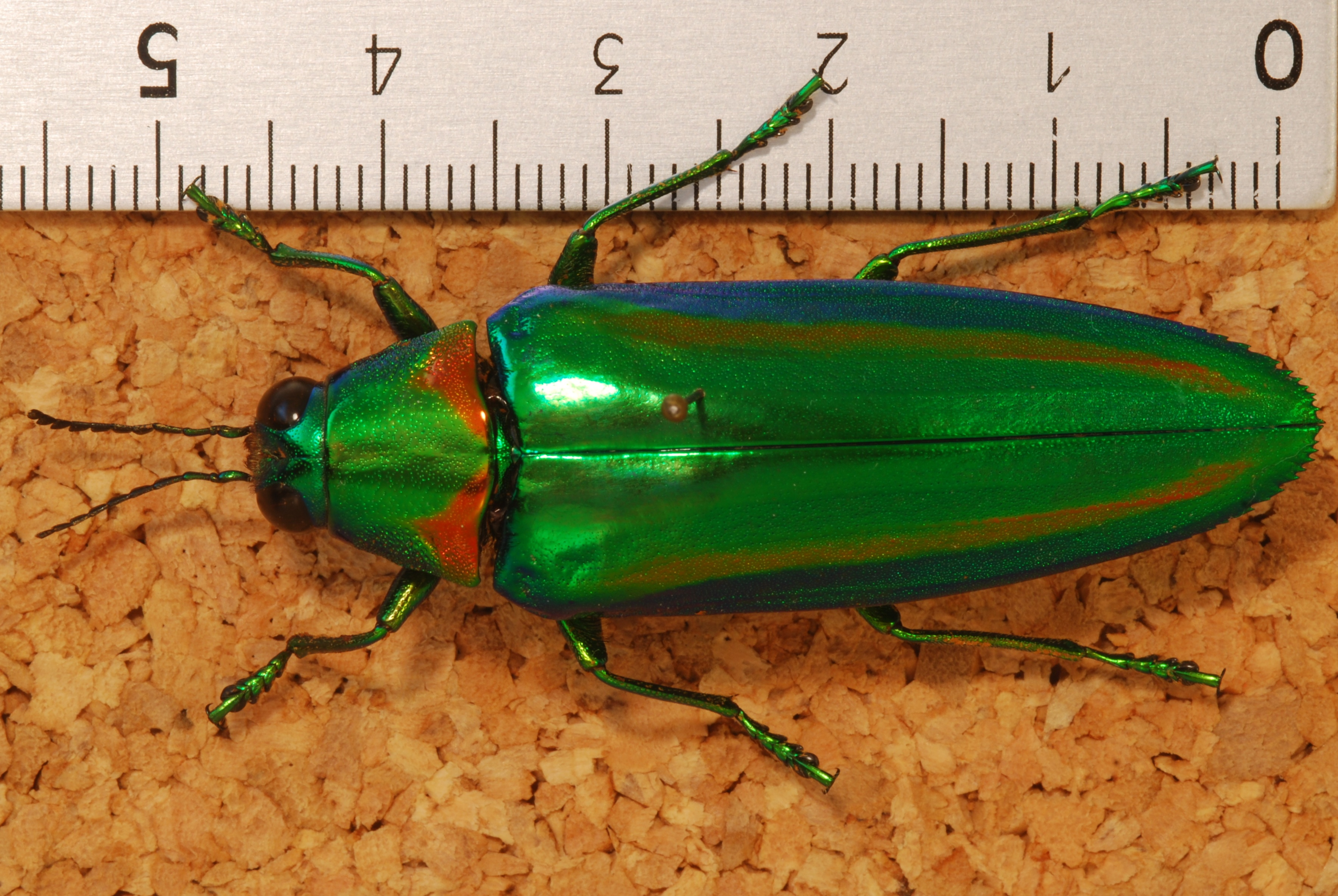
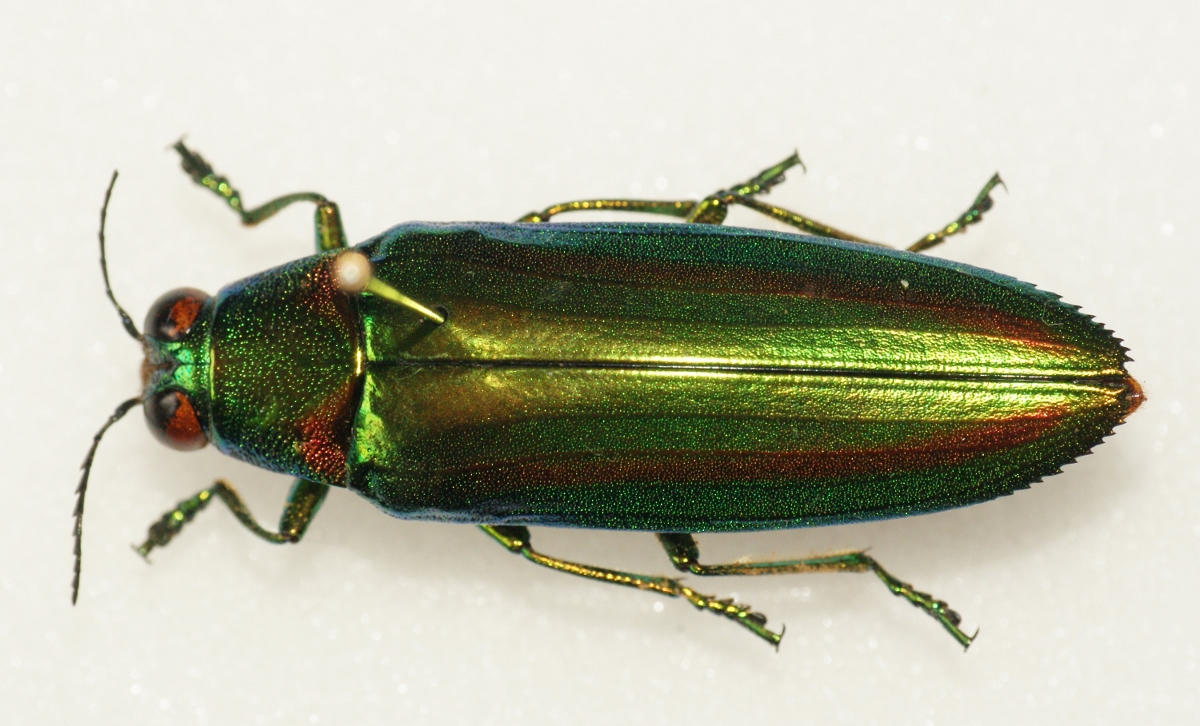

## Megjelenése
Ez a bogárfaj körülbelül 32-48 milliméter hosszúra nő meg. A fémesen fényes kitinpáncélja a kéktől a zöldig változhat; egyes példányokon vörös hosszanti csíkok vagy sorba rendeződő pontozások láthatók.

## Fordítás
- Ez a szócikk részben vagy egészben  a   Chrysochroa rajah című angol Wikipédia-szócikk ezen változatának fordításán alapul.  Az eredeti cikk szerkesztőit annak laptörténete sorolja fel. Ez a jelzés csupán a megfogalmazás eredetét és a szerzői jogokat jelzi, nem szolgál a cikkben szereplő információk forrásmegjelöléseként.